# Metastivalius rectus
Metastivalius rectus är en loppart som först beskrevs av Jordan et Rothschild 1911.  Metastivalius rectus ingår i släktet Metastivalius och familjen Stivaliidae. Inga underarter finns listade i Catalogue of Life.